# Valgus
Valgus là một chi bọ cánh cứng trong phân họ Valginae được tìm thấy ở châu Á, một vài loài có thể đến bắc Phi và châu Âu, và 3 loài bản địa của Tân Thế giới, 1 loài được tìm thấy ở Nam Phi.

## Các loài
- Valgus albomaculatus Kraatz, 1896 — Borneo
- Valgus arabicus Nonfried, 1895 — Arabia
- Valgus californicus Horn, 1870 — México, California
- Valgus canaliculatus (Olivier, 1789) — Hoa Kỳ
- Valgus cristatus Gestro, 1891 — Borneo
- Valgus distinctus Nonfried, 1895 — Borneo
- Valgus fuscatus Kraatz, 1896 — Borneo
- Valgus hemipterus (Linnaeus, 1758) — châu Âu, Kavkaz, Bắc Phi, gồm cả Bắc Mỹ: Ontario, Michigan, Ohio
- Valgus koreanus Sawada, 1944 — Hàn Quốc
- Valgus okajimai Kobayashi, 1994 — Đài Loan
- Valgus parvicollis Fairmaire, 1891 — Trung Quốc
- Valgus parvulus Burmeister & Schaum, 1840 — Thái Lan
- Valgus quadrimaculatus Kraatz, 1883 — Malaysia
- Valgus savioi Pic, 1928 — China
- Valgus seticollis (Palisot de Beauvois, 1805) — USA
- Valgus smithii Macleay, 1838 — Nam Phi
- Valgus sumatranus Gestro, 1891 — Sumatra
- Valgus thibetanus Nonfried, 1891 — Tây Tạng
- Valgus tonkinensis Arrow, 1944 — Bắc Việt Nam